# 泰勒·布多维奇
泰勒·布多维奇（英語：Taylor Budowich，1996年—）是美国政治顾问，曾长期为保守派工作。他曾任茶党快车和玛加公司的执行董事以及唐纳德·特朗普政治活动中的宣传职务。他自2025年起担任白宫副慕僚长，负责特朗普的通讯及人事事务。